# Феодосій (Марченко)
Єпископ Феодосій, (в миру Євген Леонідович Марченко, нар. 25 березня 1982, Улянівка (з 2016 р. — Благовіщенське), Кіровоградська область, Українська РСР, СРСР)  — архієрей Української православної церкви (Московського патріархату), єпископ
Тезоіменитство — 18 лютого (5 лютого) в день пам'яті святителя Феодосія Чернігівського.
Народився 25 березня 1982 року в родині медиків. Закінчив загальноосвітню школу № 1 м.Улянівка (1999 рік).
Впродовж 1999–2006 років навчався у Національному медичному університеті ім. О. О. Богомольця. Згодом навчався у інтернатурі НМАПО ім. П. Л. Шупика, яку закінчив у 2012 році.
2007–2010 роки — навчання у Київській духовній семінарії, 2010 — 2014 — у Київській духовній академії. Отримав науковий ступінь кандидата богослов'я. Був призначений викладачем Київської духовної семінарії, очолив медичну службу КДАіС.
15 березня 2012 року пострижений у чернецтво з ім'ям Феодосій на честь святителя Феодосія Чернігівського.
22 березня 2012 року — рукоположений у ієродиякона, 9 жовтня 2012 року — у сан ієромонаха. 9 листопада 2015 року возведений у сан архімандрита.
Перейшов з Київської до Ніжинської єпархії УПЦ (МП).
6 грудня 2019 року Священний синод УПЦ (МП) призначив архім. Феодосія намісником Благовіщенського чоловічого монастиря Ніжинської єпархії.
17 серпня 2020 року Священний синод УПЦ (МП) ухвалив рішення обрати архім. Феодосія єпископом Ладанським, вікарієм Ніжинської єпархії. 22 серпня 2020 року він був наречений, а 27 серпня в Успенському соборі Києво-Печерської Лаври за Божественною літургією —  хіротонісаний в єпископа Ладанського. Хіротонію очолив митрополит Київський і всієї України Онуфрій (Березовський). Йому співслужили митрополити Вишгородський і Чорнобильський Павел (Лебідь), Бориспільський і Броварський Антоній (Паканич), Чернігівський і Новгород-Сіверський Амвросій (Полікопа), Сєверодонецький і Старобільський Никодим (Барановський), Ніжинський і Прилуцький Климент (Вечеря), Вінницький і Барський Варсонофій (Столяр), Черкаський і Канівський Феодосій (Снігірьов), архієпископи Конотопський і Глухівський Роман (Кимович), єпископи Іванківський Кассіан (Шостак), Баришівський Віктор (Коцаба), Білогородський Сильвестр (Стойчев), Переяслав-Хмельницький Діонісій (Пилипчук), Згурівський Амвросій (Вайнагій), Любецький Никодим (Пустовгар), Ірпінський Лавр (Березовський), Бородянський Марк (Андрюк).

### Нагороди
- орден преподобного Агапіта Печерського І-го ступеню (2019)
- право носіння другого хреста з прикрасами (27.07.2020)